# تود غريشام
تود غريشام (بالإنجليزية: Todd Grisham)‏ هو معلق رياضي ومقدم تلفزيوني أمريكي، ولد في 9 يناير 1976 في هاتيسبورغ في الولايات المتحدة.

## وصلات خارجية
- تود غريشام على موقع دبليو دبليو إي (الإنجليزية)
- تود غريشام على موقع CageMatch worker (الإنجليزية)
- تود غريشام على موقع قاعدة بيانات المصارعة على الإنترنت (الإنجليزية)
- تود غريشام على موقع عالم المصارعة على الإنترنت (الإنجليزية)
- تود غريشام على موقع عالم المصارعة على الإنترنت (الإنجليزية)

- تود غريشام على موقع IMDb (الإنجليزية)
- تود غريشام على موقع قاعدة بيانات الفيلم (الإنجليزية)
- تود غريشام على موقع كينوبويسك (الروسية)